# Galmsbüll
Galmsbüll település Németországban, Schleswig-Holstein tartományban. Lakosainak száma 568 fő (2023. december 31.). Galmsbüll Emmelsbüll-Horsbüll és Niebüll községekkel határos.

## Népesség
A település népességének változása:
| Lakosok száma | 734  | 599  | 599  | 606  | 606  | 568  |
|               | 1975 | 2017 | 2019 | 2021 | 2022 | 2023 |